# Watterson Park
Watterson Park és una població dels Estats Units a l'estat de Kentucky. Segons el cens del 2000 tenia 953 habitants.

## Demografia
Segons el cens del 2000, Watterson Park tenia 953 habitants, 504 habitatges, i 252 famílies. La densitat de població era de 261 habitants/km².
Dels 504 habitatges en un 16,5% hi vivien nens de menys de 18 anys, en un 32,9% hi vivien parelles casades, en un 10,9% dones solteres, i en un 50% no eren unitats familiars. En el 44% dels habitatges hi vivien persones soles el 17,7% de les quals corresponia a persones de 65 anys o més que vivien soles. El nombre mitjà de persones vivint en cada habitatge era d'1,89 i el nombre mitjà de persones que vivien en cada família era de 2,55.
Per edats la població es repartia de la següent manera: un 14,8% tenia menys de 18 anys, un 7,6% entre 18 i 24, un 32,4% entre 25 i 44, un 24,7% de 45 a 60 i un 20,6% 65 anys o més.
L'edat mediana era de 42 anys. Per cada 100 dones de 18 o més anys hi havia 96,1 homes.
La renda mediana per habitatge era de 25.417 $ i la renda mediana per família de 34.917 $. Els homes tenien una renda mediana de 30.500 $ mentre que les dones 22.759 $. La renda per capita de la població era de 18.933 $. Entorn del 7,5% de les famílies i el 14% de la població estaven per davall del llindar de pobresa.

## Poblacions més properes
El següent diagrama mostra les poblacions més properes.